# Steuerbevollmächtigter
Steuerbevollmächtigter ist ein steuerberatender Beruf in Deutschland. Da seit Anfang der 1980er-Jahre keine Zulassungsprüfungen mehr abgelegt werden können, wurde dieser Beruf mittlerweile nahezu vollständig durch den des Steuerberaters ersetzt.

## Ursprung
Die Reichsabgabenordnung von 1919 regelte erstmals die Vertretungsbefugnis vor den Finanzbehörden. Im Jahr 1936 brachte § 107a der Reichsabgabenordnung die Möglichkeit, „Helfer in Steuersachen“ zu bestellen.

## Entwicklung in der Bundesrepublik
Daraus entwickelte sich in Westdeutschland durch das Steuerberatungsgesetz 1961 der Beruf des Steuerbevollmächtigten. 1972 wurde er mit dem des Steuerberaters zusammengeführt. Die letzten Prüfungen für Steuerbevollmächtigte fanden Anfang der 1980er-Jahre statt.  Die bisher bestellten Steuerbevollmächtigten arbeiten unter ihrer bisherigen Bezeichnung weiter. Sie können zu Steuerberatern bestellt werden, wenn sie als Steuerbevollmächtigter sechs Jahre hauptberuflich tätig waren, erfolgreich an einem vor der zuständigen Arbeitsgemeinschaft der Berufskammern durchgeführten Seminar teilgenommen haben und die abschließende Prüfung nachweisen können (§ 157 I StBerG).
Während 2016 noch 1603 Steuerbevollmächtigte in den Steuerberaterkammern Deutschlands organisiert waren, waren es zum 1. Januar 2024 nur noch 970.

## Entwicklung in der DDR
In der DDR wurden die „Helfer in Steuersachen“ 1990 zu Steuerbevollmächtigten; 1991 erfolgte die Übernahme des bundesdeutschen Rechts.